# Rașivka, Hadeaci
Rașivka (în ucraineană Рашівка) este localitatea de reședință a comunei Rașivka din raionul Hadeaci, regiunea Poltava, Ucraina.

## Demografie
Componența lingvistică a localității Rașivka
     Ucraineană (96,24%)
     Rusă (2,77%)
     Alte limbi (0,4%)
Conform recensământului din 2001, majoritatea populației localității Rașivka era vorbitoare de ucraineană (96,24%), existând în minoritate și vorbitori de rusă (2,77%).